# 直线卑钩蛾
直线卑钩蛾（学名：Betalbara violacea）是鱗翅目钩蛾科的一种，体长9～11毫米，头部棕色，有紫色毛丛。触角灰褐色，雄性为双栉形，雌性为叶片形。身体背背面灰棕至灰褐色，腹面黄褐色。双翅13～16毫米，灰紫色至紫褐色。分布于中国和印度。